# エティエンヌ・ラフォン・ド・ラドバ
エティエンヌ・ラフォン・ド・ラドバ（Édouard Laffon de Ladebat、1849年9月7日 - 1925年2月25日）は、フランスの陸軍軍人。陸軍参謀総長。最終階級は師団将軍。勲一等瑞宝章受章。

## 経歴
1849年、南仏トゥールーズ生まれ。アンドレ＝ダニエル・ラフォン・ド・ラドバの子孫。
1868年、エコール・ポリテクニーク入学。1870年、卒業（60人中6位）。また、砲工実施学校（École d'application de l'artillerie et du génie）と陸軍大学校で学ぶ。砲兵士官の道を歩む。
普仏戦争、第一次世界大戦に従軍する。1908年、フランス陸軍参謀総長就任。

## 栄典

### フランス
- レジオン・ドヌール勲章グラントフィシエ
- 教育功労章オフィシエ
- Médaille commémorative de la guerre 1870-1871
- Médaille interalliée 1914-1918
- Médaille commémorative de la guerre 1914-1918

### 外国
- ベルギー王冠勲章大十字章（ ベルギー）
- 白鷲勲章大十字章（ ロシア帝国）
- 勲一等瑞宝章（ 日本）